# Campionati europei di pugilato dilettanti 1953
I Campionati europei di pugilato dilettanti maschili 1953 si sono tenuti a Varsavia, Polonia, dal 17 al 24 maggio 1953. È stata la 10ª edizione della competizione biennale organizzata dall'EABA. 117 pugili da 19 Paesi hanno partecipato alla competizione.

## Podi
| Categoria                   | Oro                 | Argento             | Bronzo                                 |
| Pesi mosca (kg 51)          | Henryk Kukier       | František Majdloch  | Giacomo Spano Anatoli Bulakov          |
| Pesi gallo (kg 54)          | Zenon Stefaniuk     | Boris Stiepanov     | John McNally Nicolae Mindreanu         |
| Pesi piuma (kg 57)          | Józef Kruża         | Aleksander Zasukhin | Hans-Peter Mehling Stevan Redli        |
| Pesi leggeri (kg 60)        | Vladimir Engibarjan | István Juhász       | Aleksy Antkiewicz Pentti Niinivuori    |
| Pesi superleggeri (kg 63.5) | Leszek Drogosz      | Terence Milligan    | Francisc Ambrus Béla Szákacs           |
| Pesi welter (kg 67)         | Zygmunt Chychła     | Sergej Ščerbakov    | Nicolae Linca Emile Vleminck           |
| Pesi superwelter (kg 71)    | Bruce Wells         | Max Resch           | Zbigniew Pietrzykowski Boris Tišin     |
| Pesi medi (kg 75)           | Dieter Wemhöner     | Bedřich Koutný      | Stig Sjölin Ronald Barton              |
| Pesi mediomassimi (kg 81)   | Ulrich Nitzschke    | Tadeusz Grzelak     | Yuri Yegorov Helmut Pfirrmann          |
| Pesi massimi (kg 81 +)      | Algirdas Šocikas    | Bogdan Węgrzyniak   | Tomislav Krizmanić Hermann Schreibauer |

## Medagliere
Nazione ospitante 
| Posiz. | Nazione          | Oro | Argento | Bronzo | Totale |
| ------ | ---------------- | --- | ------- | ------ | ------ |
| 1      | Polonia          | 5   | 2       | 2      | 9      |
| 2      | Unione Sovietica | 2   | 3       | 3      | 8      |
| 3      | Germania Ovest   | 1   | 1       | 3      | 5      |
| 4      | Inghilterra      | 1   | 0       | 1      | 2      |
| 5      | Germania Est     | 1   | 0       | 0      | 1      |
| 6      | Cecoslovacchia   | 0   | 2       | 0      | 2      |
| 7      | Ungheria         | 0   | 1       | 1      | 2      |
| 7      | Irlanda          | 0   | 1       | 1      | 2      |
| 9      | Romania          | 0   | 0       | 3      | 3      |
| 10     | Jugoslavia       | 0   | 0       | 2      | 2      |
| 11     | Belgio           | 0   | 0       | 1      | 1      |
| 11     | Italia           | 0   | 0       | 1      | 1      |
| 11     | Finlandia        | 0   | 0       | 1      | 1      |
| 11     | Svezia           | 0   | 0       | 1      | 1      |
| Totale | Totale           | 10  | 10      | 20     | 40     |